# 905
| Calendário gregoriano                                                        | 905 CMV                                               |
| Ab urbe condita                                                              | 1658                                                  |
| Calendário arménio                                                           | 354 – 355                                             |
| Calendário bahá'í                                                            | -939 – -938                                           |
| Calendário budista                                                           | 1449                                                  |
| Calendário chinês                                                            | 3601 – 3602 Início a 8 de fevereiro (aproximadamente) |
| Calendário copta                                                             | 621 – 622                                             |
| Calendário etíope                                                            | 897 – 898                                             |
| Calendários hindus - Vikram Samvat - Calendário nacional indiano - Cáli Iuga | 960 – 961 826 – 827 4005 – 4006                       |
| Calendário Holoceno                                                          | 10905                                                 |
| Calendário islâmico                                                          | 292 – 293                                             |
| Calendário judaico                                                           | 4665 – 4666                                           |
| Calendário persa                                                             | 283 – 284                                             |
| Calendário rúnico                                                            | 1155                                                  |
| Calendário solar tailandês                                                   | 1448                                                  |

905 (CMV, na numeração romana) foi um ano comum do século X do Calendário Juliano, da Era de Cristo, teve início a uma terça-feira e terminou também a uma terça-feira e a sua letra dominical foi F (52 semanas).
No território que viria a ser o reino de Portugal estava em vigor a Era de César que já contava 943 anos.
| Ano completo                       |
| ---------------------------------- |
| Ano comum com início à terça-feira |

## Eventos
- O astrônomo persa Azofi descobre a Galáxia de Andrômeda.
- O Califado Abássida retoma o Egito das mãos dos Tulúnidas.
- O Reino de Pamplona sob a liderança de García Íñiguez torna-se completamente independente do Emirado de Córdova.